# コール オブ デューティ4 モダン・ウォーフェア
『コール オブ デューティ4 モダン・ウォーフェア』（英語: Call of Duty 4: Modern Warfare）は、アメリカ合衆国のInfinity Wardによって開発され、2007年に発売されたファーストパーソン・シューティングゲーム。略称は、CoD4、CoD4 MW。
コール オブ デューティシリーズ本編の4作目、後に本作品の続編として展開されるモダン・ウォーフェアシリーズとしては1作目。
ニンテンドーDS版はn-Space開発。
2009年12月23日、続編の『コール オブ デューティ モダン・ウォーフェア2』が発売された。
2017年7月27日に新世代の技術でリマスターされた『コール オブ デューティ モダン・ウォーフェア リマスタード』が単体販売された。2019年10月25日に本作のリブート版である『コール オブ デューティ モダン・ウォーフェア (2019年のゲーム)』が発売された。

## 概要
シリーズ中初めて、第二次世界大戦ではなくフィクションの現代戦（英: modern warfare）が題材となった。物語の舞台は2010年となる。全世界で1,400万本以上を売り上げ、販売元のアクティビジョンは、「2007年で最も売れたゲーム」としている。これは、Next-Gen.bizの調査で『Halo 3』を凌ぎ正式に世界一の座を獲得したことで裏付けが取れている。
マルチプレイヤーにはカスタムロードアウトの作成、パーク（Perk）、プレステージ、キルストリーク、武器迷彩が初めて実装された。これらは後のCoDシリーズで標準的なゲームシステムとなった。本作は多くの賞を受賞し、複数のゲーム・オブ・ザ・イヤーを獲得した。詳細は表彰の項目を参照。

## 発売経緯
北米版が2007年11月5日に全機種（Microsoft Windows、PS3、Xbox 360、ニンテンドーDS）で同時発売された。
Windows版は日本語マニュアル付き英語版が2007年12月7日に発売され、2008年4月7日に正規輸入版の購入者向けに完全日本語化への有償アップグレードが実施された。アップグレード版を使用するには両パッケージが必要になる。2008年8月8日には日本語版が発売された。
PS3版とXbox 360版も、字幕とメニューが翻訳された日本語版として2007年12月27日に発売されたが、翻訳には誤字・誤訳、雰囲気を損なう直訳表現が目立つ。
ニンテンドーDS版は日本語版として2008年3月13日に発売された。ただし、オリジナル版の『CoD4 MW』とはストーリーが異なる。
2008年10月には、延期に延期が続いていたMac OS X版が発売された。
2009年11月10日に、続編である『CoD:MW2』海外版が発売された。日本語版はコンシューマ版が2009年12月10日に発売された。
販売元のアクティビジョンが日本から撤退したことにより、PS3版とXbox 360版の値段が高騰していたが、両機種とも2009年9月10日に廉価版「レジェンダリーヒッツ」からスクウェア・エニックスより発売されることが決定した。
北米で『MW2』の発売日に、『CoD4 MW』のWii移植版『Call of Duty: Modern Warfare – Reflex Edition』が発売された。その開発は、以前二作のWii版を担当したTreyarchに任された。
なお、サウジアラビアでは本作のイスラム兵士に対する虐待・暴行表現が問題になり、発売禁止処分を受けた。

## ストーリー
今からそう遠くない未来、世界の政治情勢はますます混迷を深めていた。
ロシアでは、ヨシフ・スターリンを崇拝し、極端なナショナリズムを唱える超国家主義派（ultranationalist）と、現政権を支持する軍人の一派が激しく対立し、ついには内紛へと発展。15,000発の核が不安定な状態に晒されていた。同じ頃、中東某国では反米主義者アル=アサドの一派がオイルマネーを背景に勢力を拡大し、欧米との協調を図る現大統領を排除しようという構えを見せていた。
このような情勢の下で、英国陸軍特殊部隊（SAS）は、ロシア極東の港から核弾頭が密かに国外へ運び出されようとしていることを察知。実働部隊の隊長プライス大尉は、輸送中の貨物船をベーリング海上で押さえるべく、強襲作戦を立案し、直ちに模擬訓練を開始する。
その慌ただしい訓練場に、選抜試験をパスしたばかりの一人の新入隊員、ソープが配属されてきた。

## 登場人物（PC版・PS3版・Xbox 360版）

### SAS（イギリス陸軍特殊部隊）
ソープ・マクタビッシュ（'Soap' MacTavish）
SAS側のプレイヤーキャラ。陸軍第22SAS連隊所属。階級は軍曹。SASの選抜試験を通過したばかりの新米としてプライスの小隊に配属され、着任早々にテロ鎮圧に出動することになる。
ファーストネームについては議論されてきたが、コミュニティーマネージャーのロバート・ボウリングが、ソープのファーストネームが「ジョン」であることを明かした。
プライス（Price）
陸軍第22SAS連隊所属。階級は大尉。ソープが所属する小隊の小隊長。コールサインは「ブラボー6（Bravo 6）」（ブラボーチームの隊長の意味）。トレードマークは、こめかみから鼻の下へ続く口髭と後頭部のハゲ。部隊の指揮は臨機応変、時には自ら大胆過ぎる行動に出ることもある。
貨物船強襲作戦直前になって配属されたソープに対しては「お前みたいなボンクラが入隊試験を受かったのが理解できん」と、古強者らしいきつい一言の洗礼を見舞うが、作戦を共にする過程で、徐々に彼を認めていく。
イムラン・ザカエフとは15年前に彼の左腕を吹き飛ばしたという浅からぬ因縁がある。彼の回想ステージではプレイヤーキャラになる。
『CoD』と『CoD2』に登場するプライス大尉と姿、名前、階級が同じだが、開発側によると「転生した」姿であり、同一人物ではない。
ギャズ（Gaz）
陸軍第22SAS連隊所属。階級は不明だが、軍曹以上中尉以下。コールサインは「ブラボー5（Bravo 5）」（ブラボーチームの副隊長の意味）。ロンドン訛りの強いイギリス英語を話し、やや口が悪い。イギリス国旗の付いた野球帽を愛用する。
貨物船強襲作戦では別動隊を指揮するなど、プライスの副官的な存在。彼とは作戦行動中に軽口を叩き合うなど、気心の知れた間柄であることが窺える。
Act III「ゲームオーバー」にて、タンクローリーの爆発に巻き込まれて倒れているところをザカエフに頭をデザートイーグルで撃たれて死亡する。
マクミラン（MacMillan）
15年前のプライスの上官。陸軍第22SAS連隊所属。階級は大尉。政府からイムラン・ザカエフの暗殺命令を受け、プライス（当時中尉）を連れてチェルノブイリの核物質取引現場に潜入する。『CoD:MW3』では、「ベースプレート」という名前でSASの司令官として登場している。

### U.S.M.C.（アメリカ海兵隊）
ポール・ジャクソン（Paul Jackson）
アメリカ海兵隊側のプレイヤーキャラ。アメリカ海兵隊第1武装偵察隊「フォース・リーコン」所属。階級は軍曹。
カレド・アル=アサドの捕縛任務で中東に派遣される。ソープと同じくかなり新人のようだが、選抜試験を通った兵士のみ使用できるジャベリンを死んだ兵士の代わりに撃てるなど兵士としては優秀だと推測できる。
首都攻勢中に起きた核爆発に巻き込まれ、乗機が墜落。墜落後しばらくは生存していたが、放射線障害（若しくは墜落時の負傷）により、死亡した。この墜落後のシーンでプレイヤーはジャクソンを動かせる。そこで公園の近くまで行くと、子供たちの遊んでいる声が幻聴として聞こえてくる。
ヴァスケズ（Vasquez）
アメリカ海兵隊第1武装偵察隊「フォース・リーコン」所属。階級は中尉。
豪胆なラテン系の巨漢で、ジャクソンが所属する部隊の小隊長。彼のヘルメットのみ他の兵と異なった仕様になっており、乱戦中でもその巨躯と合わせ容易に識別できる。M203 グレネードランチャー装着のM16A4を愛用し、背中には通常よりも切り詰めたW1200（ただし、ストーリー中では使用しない）と、恵まれた体格を生かし、かなりの重装備である。
中東某国での3日目、退避行動中に墜落したAH-1Wのパイロットを救出しようと己の退避時間を削り、敵中に強行突入、辛くも救出には成功したものの、直後発生した核爆発にジャクソンと共に巻き込まれた（Act I「アフターマス」中の彷徨では彼の遺体は確認できない）。
グリッグ（Griggs）
アメリカ海兵隊第1武装偵察隊「フォース・リーコン」所属。階級は二等軍曹。
ヒップホップ好きの陽気な黒人。M249 SAWを愛用し、中東はおろか寒冷地のロシアでもBDUの上着を着ないなど、比較的ラフな格好で作戦に参加していることが多い。
首都攻勢には参加していなかったため生存しており、Act II「炎熱」でプライス達の救援に駆け付ける。その後はプライス達と行動を共にするが、Act III「最後通告」では降下中に風に流されて一人だけ離れてしまい一時捕虜となるも、すぐにプライス達に救出される。Act III「ゲームオーバー」にてタンクローリーの爆発を逃れ、一人で戦うも奮闘空しく敵の凶弾に倒れる。
グリッグは他のキャラクター同様架空の人物であるが、外見は実在の人物をモデルにしている。彼のモデルは、当時のInfinity Ward社員だったマーク・グリッグズビーである。現在彼は、多くの同僚と共にスタジオを去っている。
グリッグという名前も彼からもじったもので、声もグリッグズビー本人が担当した。
ペラヨ（Pelayo）
アメリカ海兵隊所属、AH-1Wの女性パイロット。階級は大尉。コールサインは「デッドリー」。
海兵隊パートのほとんどに登場し、フォースリーコンを援護しつつ敵地上勢力を制圧していく。やや高飛車な物言いが特徴的。
アル=アサド捕縛作戦から一時撤退中に対空ミサイルが機体に命中し、市内に墜落する。
前席のキーティングが死亡し自身も負傷しながらも、MP5で敵を撃退する勇猛さを見せた。
ジャクソンらに救出され、CH-46 シーナイト輸送ヘリで撤退するが、アル=アサド側の核兵器が起爆、同機は墜落し彼女も死亡した。
墜落後、ヘリの後部機外に彼女の遺体がある。
ヴォルカー（Volker）
アメリカ海兵隊所属、CH-46 シーナイト輸送ヘリの乗員。階級は中尉。コールサインは「アウトロー2-5」。
Act I「衝撃と畏怖」に登場し、ジャクソンたちが乗る輸送ヘリの後部ハッチに立って、海兵隊員の乗降を指示する。
ペラヨ救出の際はM9で追っ手を撃ち、ジャクソンらを援護した。
急ぎ撤退を試みるが、核爆発の衝撃で乗っていたヘリが操縦不能に陥る。
ハッチ付近に立っていた彼は、ジャクソンの目の前で抵抗虚しく機内から空中へ放り出された。
キーティング（Keating）
アメリカ海兵隊所属、AH-1Wの副パイロット兼ガンナー。階級は不明。コールサインはペラヨと同じく「デッドリー」。
アル=アサド捕縛作戦の際に攻撃を受け、ヘリが墜落。その際に戦死。

### The Four Horsemen（世界的テログループ）
イムラン・ザカエフ（Imran Zakhaev）
ロシア超国家主義派（ultranationalist）の指導者。
15年前は死の商人としてチェルノブイリで核物質を売買していた。ある取引の最中、潜伏していたプライスにバレットM82で狙撃され、左腕を失った過去がある。現在はロシア周辺で武力闘争を展開している。
死んだ息子のヴィクトルの報復で、ロシアのミサイル発射基地を襲撃し、米国本土にむけてミサイルを発射するが、ソープたちに阻止される。その後、逃走を図るソープたちを総力を挙げて追撃し、高速道路橋で追い詰めてソープとプライスを除くSAS隊員を全滅させるが、駆け付けたロシア軍に意識が向いた隙を突かれ、ソープにM1911で銃撃され死亡する。
死後、超国家主義派の台頭で英雄視され、『MW2』の空港でテロを起こすシーンで、空港の名前はイムラン・ザカエフ空港となっている。
カレド・アル=アサド（Kahled Al-Asad）
天然資源の取り引きで勢力を延ばした中東某国第二の実力者。反欧米主義者。軍事クーデターを起こして親米派のアル=フラニ大統領を公開処刑し、国の実権を握る。自国の首都まで攻めて来たアメリカ海兵隊を核爆弾で味方ごと壊滅させ、自身はアゼルバイジャンへ逃亡するが、SASに隠れ家を襲撃され拘束される。核爆弾の情報を尋問された後、プライスに射殺される。外見のモデルはスーダンのオマル・アル＝バシール大統領。名前のモデルはシリアのバッシャール・アル＝アサド大統領。
ヴィクトル・ザカエフ（Victor Zakhaev）
イムラン・ザカエフの息子で、ロシア超国家主義派の武装組織を統括する。いつも青ジャージの上下を着ている。ザカエフの情報のためにプライス達に襲撃され、アパートの屋上に追いつめられるが、確保する前に拳銃で自殺する。モデルは、映画『エネミー・ライン』のセルビア人傭兵サシャ・イヴァニッチ。

### その他
ヤシル・アル=フラニ（Yasir Al-Fulani）
中東某国の親米派大統領。軍事クーデターによってアル=アサドの兵に拘束され、処刑される。彼も1ステージのみではあるが、プレイヤーキャラとなる。
ニコライ（Nikolai）
超国家主義派のキャンプに潜入しているロシア人諜報員。核を運搬する貨物船の情報をSASにリークする。正体がばれて拘束されるが、プライス達に救出される。
カマロフ（Kamarov）
ロシア陸軍特殊部隊隊長。階級は軍曹。ロシア現政権支持派で、ロシア超国家主義派と交戦状態にある。プライスとは旧知の仲。
AC-130熱画像TV オペレーター（AC-130 Thermal Imaging TV Operator）
アメリカ空軍AC-130H ガンシップTV オペレーター。階級は不明。脱出するSASのために、対地攻撃を行う。

## シングルプレイ　ステージ（PC版・PS3版・Xbox 360版）

### プロローグ（Prologue）
F.N.G. イギリス・クレデンヒル
西暦2011年。ロシアではスターリンを崇拝し、ソ連復活を企てる超国家主義派とそれに反対する現政権支持派との武力衝突が激化しており、その影響で1万5,000発もの核兵器が不安定な状態となっていた。
その最中、SASはロシアの核兵器が貨物船で国外に運ばれるという情報を入手。その貨物船を押さえるべく強襲に向けた訓練を始めた。
そして、その慌ただしい中、SASの選抜試験を合格したばかりのソープ軍曹が到着する。
消耗品のクルー （Crew Expendable） ベーリング海峡付近 1日目 0123時
プライス大尉率いる部隊は、航海中の貨物船にUH-60 ブラックホークで接近し甲板に降下。搭載されているという核兵器の捜索を始める。ソープにとってはSASになって初の実戦である。
予期せぬ成功 （The Coup） 中東某国
中東某国ナンバー2の実力者カレド・アル=アサドは、軍事クーデターを起こし親米派大統領ヤシル・アル=フラニを拘束する。国内はクーデター側の横暴な行為に混乱を極めていた。

### 第1章（Act I）

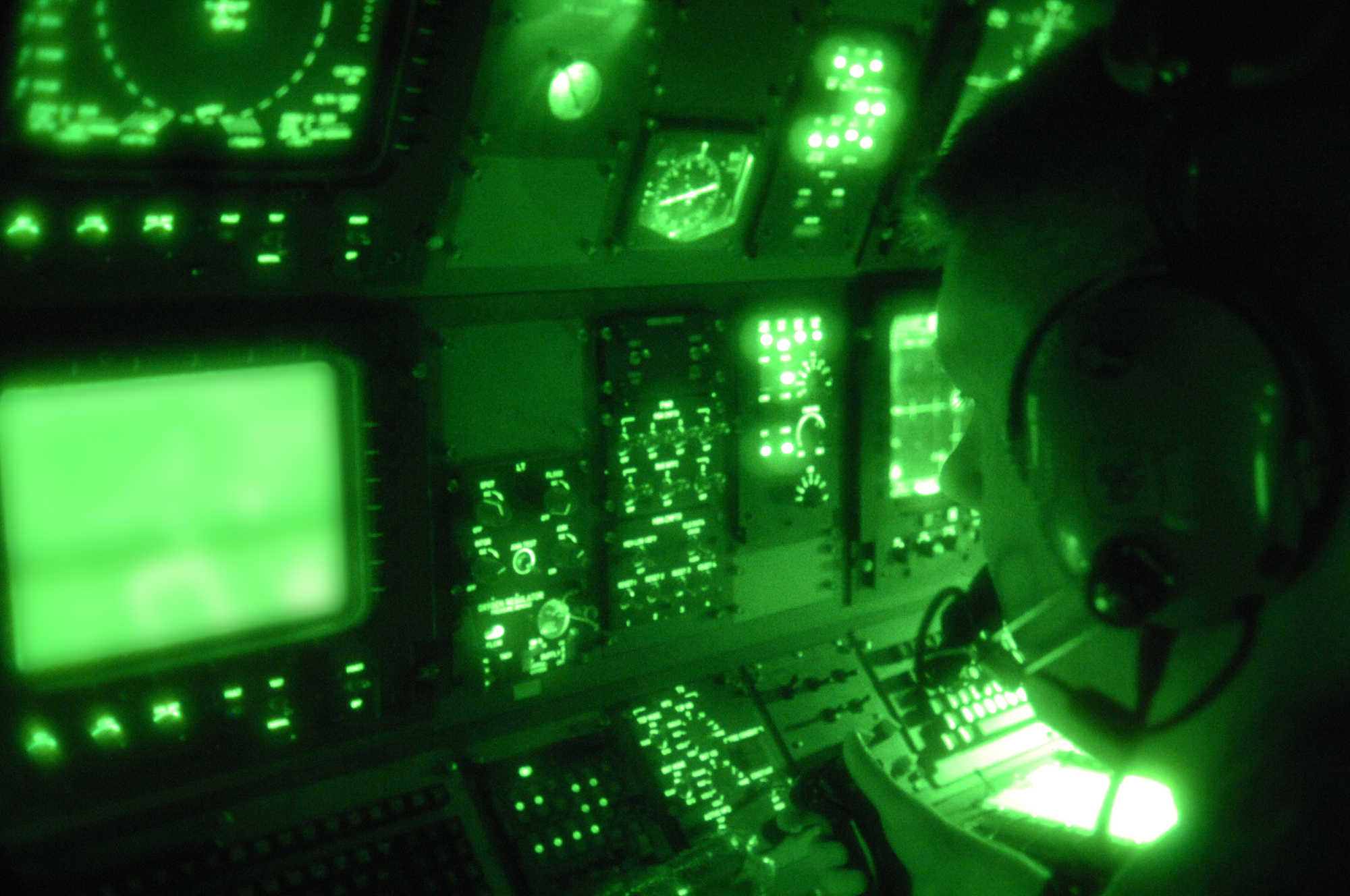
AC-130 スペクター。内部より

ブラックアウト （Blackout） ロシア・カフカス山脈 2日目 0131時
貨物船には核兵器が積載されていたが、ミグ戦闘機の奇襲により、アラビア語の文書が回収できたのみであった。
作戦の翌日、貨物船の情報をSASにリークした超国家主義派内に潜入する諜報員、ニコライが拘束されていたことが判明した。
ソープ達は彼の救出に向かうべくロシア本土の超国家主義派武装組織のキャンプに潜入する。
チャーリーは波に乗らない （Charlie Don't Surf） 中東某国 2日目 1346時
イギリス軍から作戦の支援を要請されたアメリカ軍は、中東に海兵隊を派遣し、アル=アサドがいると思われる町にUH-60 ブラックホークで強襲、拘束を狙う。
ここでは作戦に参加するジャクソン軍曹がプレイヤーキャラクターとなる。
タイトルは、映画『地獄の黙示録』の登場人物、キルゴア中佐の台詞からの引用（台詞の直後に本作と同じくヘリボーンのシーンが描写される）。
チャーリーとはベトコンの事を指す。
沼地 （The Bog） 中東某国 3日目 0500時
ある市街地で海兵隊の戦車、M1A2 エイブラムス「ウォー・ピッグ」が沼地に足を取られ身動きが取れない状態に陥った。ジャクソン達は戦車を支援すべく現地に向かう。PC版で先行配信されたデモバージョンではこのシナリオが採用されている。
狩られしもの （Hunted） ロシア西部 2日目 0302時
ニコライを救出しUH-60で離脱したソープ達だが、途中で地対空ミサイルがUH-60に直撃、コントロールを失い草原に墜落する。
生き残ったソープ、プライス、ギャズ、ニコライの4人は、救援ヘリの到着地点に向かう。
空からの死 （Death From Above） ロシア西部 2日目 0420時
AC-130H スペクターを操作し、地上部隊（SASのソープ達）を支援する。タイトルは、上記の『地獄の黙示録』でキルゴア中佐が搭乗するヘリコプターに施されたペイントの文句からの引用。
ウォー・ピッグ （War Pig） 中東某国首都付近 3日目 1630時
ウォー・ピッグの救出に成功したジャクソン達は、ウォー・ピッグと共にアル=アサドがいると思われる首都への進撃を始める。
衝撃と恐怖 （Shock and Awe） 中東某国首都 3日目 1800時
アル=アサドの所在地を特定したアメリカ海兵隊は、大兵力を用いて一気に首都へ攻撃をしかける。それに対しアル=アサドも全兵力を投入し海兵隊を迎え撃つ。
しかし、大統領宮殿に侵入したSEALsが核爆弾を発見、核緊急支援隊の安全確認まで全部隊に東への退避が命ぜられる。
アフターマス （Aftermath） 中東某国首都 3日目
核爆発に巻き込まれたジャクソンは意識を取り戻し、重傷を負った体を引きずりつつ墜落したCH-46 シーナイトの中から外に這い出る。外にはこの世のものとは思えない光景が一面に広がっていた。

### 第2章（Act II）
セーフハウス （Safehouse） 北アゼルバイジャン 4日目 0200時
アメリカ海兵隊に追い詰められたアル=アサドは、国外に逃亡後に自国首都の宮殿で核爆弾を起爆し、当時首都に展開していた海兵隊員3万名を、自軍の将兵もろとも吹き飛ばした。
これにより付近の海兵隊は壊滅し、ジャクソンも戦死する。
しかし、ニコライはアル=アサドの潜伏先が北アゼルバイジャンにある昔の隠れ家（セーフハウス）ということをすぐに突き止めた。ソープ達は拘束するために現地へ向かう。 

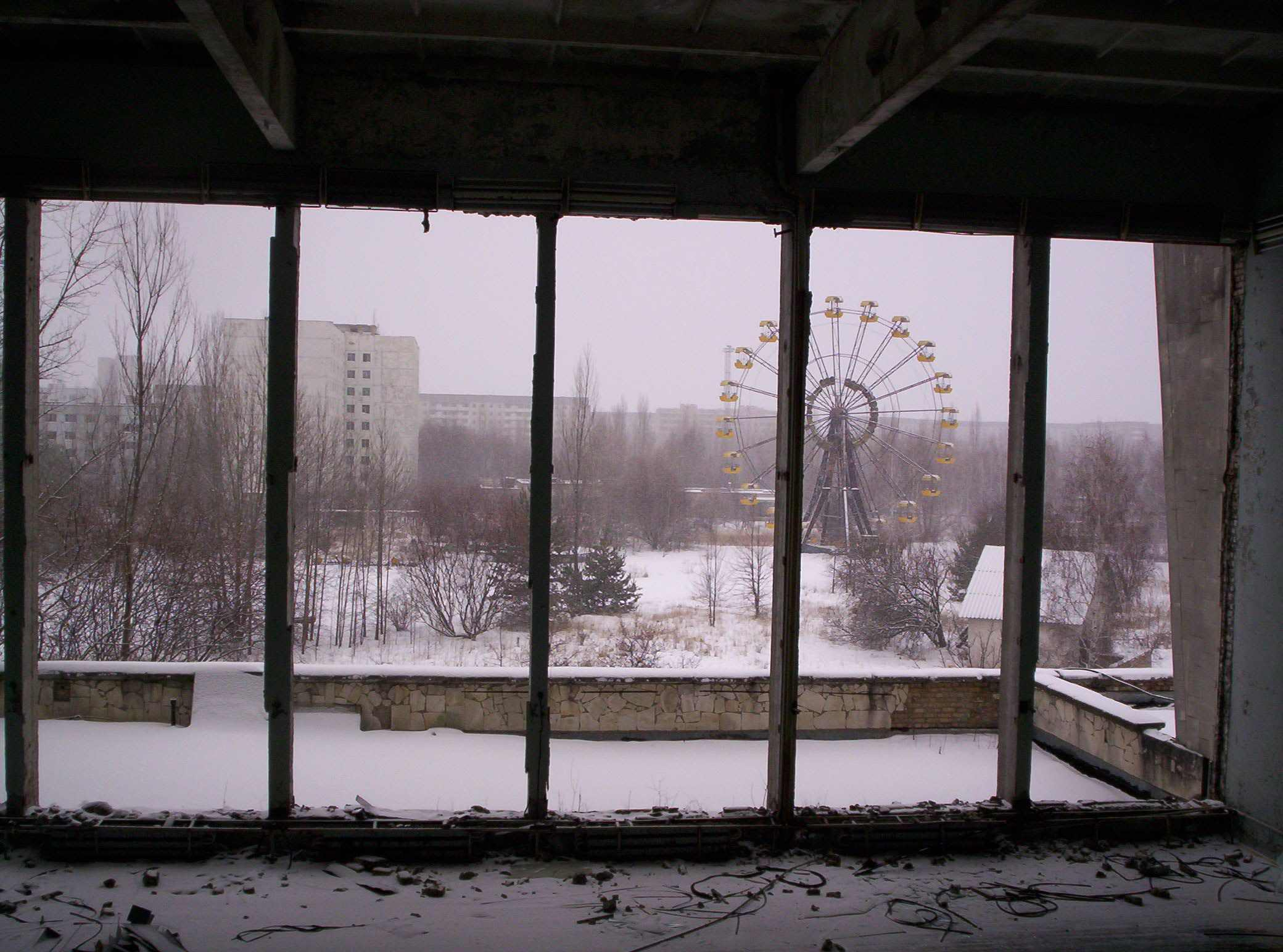
実際のウクライナ・プリピャチ市内の様子

オールギリードアップ （All Ghillied Up） ウクライナ・プリピャチ 1996年（15年前）
アル=アサドの隠れ家で鳴った携帯電話の声の主に、プライスはある出来事を思い出す。
15年前、当時中尉であったプライスは、チェルノブイリ原子力発電所事故の影響で放射能に汚染され廃墟と化したウクライナの町に、当時の上官マクミラン大尉と共に潜入した。
危険極まりないこの場所で彼らに与えられた任務は、核物質を売買する死の商人、イムラン・ザカエフの暗殺。これは、第二次世界大戦以来のイギリス政府直々の暗殺命令であった。
ゲーム舞台であるウクライナ・プリピャチ市は実在する都市。チェルノブイリ原子力発電所事故によりゴーストタウンと化した。現在も立ち入り制限区域である。
ワンショットワンキル （One Shot, One Kill） ウクライナ・プリピャチ 1996年（15年前）
潜入から2日。ザカエフが取引のために姿を表す。プライスは、二脚でしっかりと固定されたバレットM82のスコープを覗き、照準の真ん中にザカエフを捉える。
炎熱 （Heat） 北アゼルバイジャン 4日目 0940時
ザカエフは、アル=アサドを救出するために大兵力を送り込んできた。しかし、当のアル=アサドは8時間前にプライスが射殺。ソープ達は脱出するために脱出地点へ向かう。
父の罪 （The Sins of the Father） ロシア南部 5日目 0634時
SASとアメリカ海兵隊は合同作戦を立案した。最初の目標はイムラン・ザカエフの一人息子であり、超国家主義派の武装組織を指揮するヴィクトル・ザカエフの拘束である。
ソープ達は、中東での核爆発から生還した海兵隊員グリッグ二等軍曹を新たな隊員に迎え、ロシア陸軍特殊部隊隊長カマロフ軍曹の協力の元、ヴィクトルの待ち伏せに向かう。

### 第3章（Act III）
最後通告 （Ultimatum） ロシア・アルタイ山脈 6日目 0619時
ヴィクトルを追い詰めたものの、目の前で自殺されてしまい、父親の居場所を聞き出すことはできなかった。
息子の死を知らされたザカエフは、報復としてロシアのミサイル発射基地を襲撃し制圧、米国本土へのミサイル攻撃を計画した。それを阻止するため、ソープ達は空からパラシュートで降下するが、グリッグが風に流され着地地点を大幅に離れてしまう。
グリッグの緊急トランスポンダーの反応を元に彼の捜索が始まる。
オールイン （All In） ロシア・アルタイ山脈 6日目 0716時
ソープ達がミサイル発射基地に到達する前に、ザカエフは米国東海岸にICBMを発射。ミサイルがもたらす予想被害数は4,000万人を越えるという。ソープ達はミサイルを自爆させるべく発射基地へと急ぐ。
タイトルはポーカー用語で、手持ちのチップ全てを賭ける事を指す。
司令室では静粛に！ （No Fighting In The War Room） ロシア・アルタイ山脈・ミサイル発射基地 6日目 0735時
基地に潜入したソープ達は、発射したミサイルを管理する制御室に向かう。しかし、肝心のミサイルの終了コードがまだ判明していなかった。
タイトルは、映画『博士の異常な愛情』より。
ゲームオーバー （Game Over） ロシア・アルタイ山脈 6日目 0825時
奪った軍用車を使い、ミサイル発射基地を脱出したソープ達は脱出地点へ急行するが、背後からは多数の軍勢がせまり、上空にはMi-24 ハインドが迫る。
更に、進路上の高速道路橋が落とされ袋小路となり、絶体絶命のピンチを迎えてしまう。ロシア正規軍のカマロフの救援を待ち、最後の抵抗を続ける中、ソープ達の背後で横転していたタンクローリーがMi-24からのロケット弾を受けて大爆発。
小隊は巻き込まれ壊滅的な打撃を受ける。そんな時、探し続けてきた最大の敵、イムラン・ザカエフが姿を現わす。
グリッグ二等軍曹、ギャズが次々と敵弾に倒れる中、プライス大尉はザカエフを倒すため、愛銃のM1911をソープにゆだねるのであった。

### エピローグ（Epilogue）
マイルハイクラブ （Mile High Club） 旅客機
あの戦いから時は流れ、新米から立派なSAS隊員に成長したソープは、テロリストがハイジャックした旅客機からVIPを救出すべく強襲部隊と共に突入する。かなり厳しい時間制限があることで敵を全員倒せない状況になっていることや、失敗時のリスポーン地点も1~2か所しかないため、ベテラン難易度では非常に難しい内容となる。
タイトルの「マイルハイクラブ」とは、高度6,000フィートを保った飛行機内で性行為をすることを意味するスラング。

## マルチプレイ

### マルチプレイマップ（PC版・PS3版・Xbox 360版）
1. Ambush
2. Backlot
3. Bloc
4. Bog
5. Countdown
6. Crash
7. Crossfire
8. District
9. Downpour
10. Overgrown
11. Pipeline
12. Shipment - コンテナが置かれた正方形のマップ。本作で初登場し、ガンファイト以前のコール オブ デューティ史上最小の面積である[25]。『コール オブ デューティ ゴースト』、『コール オブ デューティ ワールドウォーII』、『コール オブ デューティ モダン・ウォーフェア (2019年のゲーム)』、『コール オブ デューティ モバイル』[25]、『コール オブ デューティ ヴァンガード』、『コール オブ デューティ モダン・ウォーフェアII (2022年のゲーム)』に実装された。
13. Showdown - 『コール オブ デューティ モダン・ウォーフェアII (2022年のゲーム)』に実装された。
14. Strike
15. Vacant
16. WetWork
17. Winter Crash - Crashのクリスマスバージョン、途中のアップデートで追加。

#### PS3版・Xbox 360版有料追加マップ
（注：2008年6月のver1.6パッチにてPC版にも追加、こちらは無料アップデート）
1. Broadcast
2. Chinatown - 『CoD』『CoD2』のマルチプレイモードに登場したカランタンのリメイク版。
3. Creek
4. Killhouse

### システム（PC版・PS3版・Xbox 360版）

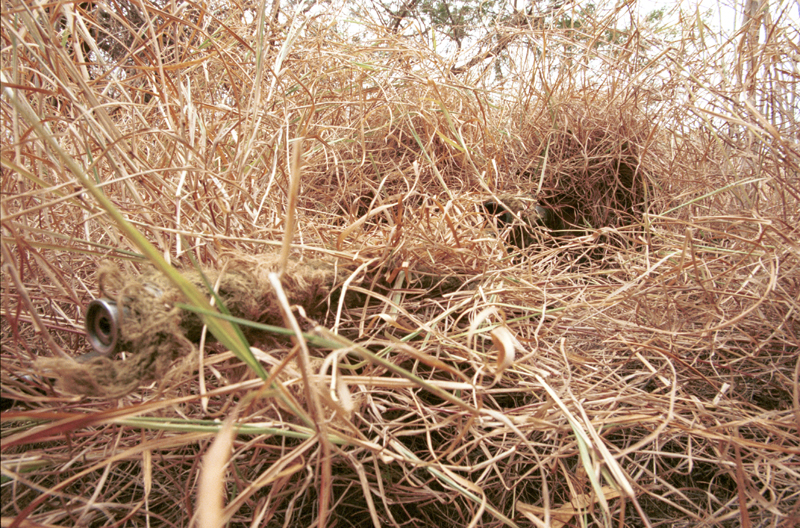
ギリースーツ

このゲームは、リアル系FPSとして分類されており、ゲームプレイにおいていくつかのオリジナル要素が追加されている。
スキル&レベルアップ
マルチプレイにおいて『レインボーシックス ベガス』のように戦闘で経験値を稼いでレベルアップしていく方式を採用している。ただし、プライベートマッチ（コンシューマ版）や、MOD適応サーバー（PC版）ではレベルアップは適用されない。レベルが上がることで用意された様々な武器やスキルがアンロックされる。この手順は『バトルフィールド2142』のように戦術に幅を持たせるためではなく、最初から選択肢がありすぎると初心者が混乱するためと説明されている。実際に、初期の段階から選択できるものは汎用性が高く、初心者でも扱いやすい。レベル上限は55。
1つの銃で特定人数を殺害する事により、その銃に装着できるアタッチメントがアンロックされる（アンロックされていない銃には無効）。アタッチメントの種類は銃器のカテゴリによって異なる。グレネードランチャーと、軽機関銃、ショットガン用の反動を減らすグリップは、あまりにも強力なアタッチメントのため、パーク1を消費するようになっている。
また、1つの銃で特定人数をヘッドショットすることにより、銃に施せるカモフラージュの種類が増えていく。1カテゴリーすべての銃ですべてのカモフラージュを出現させると、一部の武器に金メッキバージョンが出現する。
経験値を稼ぐには敵を倒す、UAV、空爆、ヘリを呼ぶ、試合のポイントとなる行為を行う（例えばドミネーションなら旗を取る）、試合の最後までプレイする（当然勝利した方が大量獲得可能）などのほか、特定の方法で敵を倒す（例えば手榴弾を手に持ったまま相手と共に自爆する、ナイフで3連続キルなど）ことにより大量の経験値を得られるチャレンジ要素が存在する。経験値=ゲームスコアであり、ランクマッチでスコアを上げるために一風変わったスタイルで戦うプレイヤーも存在する。
コンシューマ版のみだが、レベルリセット（プレステージモード）ではアンロックした武器やスキル、アタッチメント、チャレンジ要素は初期化される。しかし、ゲームスコアはそのまま継続されるので、リセットを繰り返す事により、チャレンジの経験値を再び取得可能になるため、そのままゲームを続けるよりもスコアを飛躍的に増加させる事ができる。
レベルリセットするとロビー内などで表示されるキャラクターの階級章が勲章に変わり、以降レベルリセット毎に表示される勲章が変わっていく。勲章の数はメダル・オブ・オナーや海軍十字章など10種類。
「パーク」と呼ばれるスキルシステムが採用され、3つのカテゴリーから1つずつ使用するスキルを選択し、それらを組み合わせる事によって自分の戦法に幅を持たせる事ができる。以下はその一部。
- パーク1→C4爆弾やクレイモア地雷の使用、予備マガジンの増加など
- パーク2→銃弾のダメージ増加、連射速度強化、リロードの高速化など
- パーク3→足音を消す、最後の抵抗を試みる、敵の会話を盗聴するなど

支援攻撃
マルチプレイで敵を連続して倒すことにより3種類の支援攻撃が可能。
3人連続でUAV（敵の位置をレーダーに表示）、5人連続で戦闘爆撃機（指定したポイントを爆撃）、7人連続で戦闘ヘリ（自動操縦による機銃+ミサイル攻撃）をそれぞれ使用できる。
壁抜き
シングル、マルチプレイ共通で、ダメージが低下するものの銃弾が薄い壁や床、天井を貫通するようになっている。
スキルの中には貫通力を増加させるものもあり、従来のカバーポジションが通用しない事がある。
グレネード
投擲トリガーを引くとピンを引き抜くが、トリガーをホールドすることでこの体勢のまま保持することが可能（また、たとえばある程度保持して投擲することで投擲後すぐ爆発させたりするなど爆発までの時間調節も可能であり、後述の投げ返し防御策ともなる）。
手榴弾を投げつけられた場合、手榴弾から一定距離内に居れば投げられた手榴弾を投げ返すことも可能。
手榴弾は4秒で爆発するため、そのまま持っていると自爆することになる。
ギリースーツ
迷彩服の一種で、衣類に小枝や葉を付着させて自然物に偽装した戦闘服を指す。マルチプレイでスナイパーライフルを選択すると、この衣装になる（マップによっては通常の戦闘服のまま）。
ハンドガンに持ちかえるほか、他の武器を拾う、特定のスキルを付加することによってギリースーツのまま接近戦を行うことも可能。
ハードコアモード
HUDの表示が必要最小限になると同時に、クロスヘアが表示されなくなる、体力が著しく下がる、フレンドリーファイア有効など、よりリアル度が増したモード、普通は標準システムに組み込まれず、MODでの対応になるが、すぐに作られるという理由から標準採用となった。
アーケードモード
シングルプレイをクリアすると追加される、敵AIの強化の他、復活数の制限、時間制度などが追加されたスコアアタックモード。
名言システム
ゲームオーバー時に、画面テロップに政治家や軍人や思想家の名言が表示される。前作と違い現代戦なので、ヤセル・アラファトやウラジーミル・プーチンやコンドリーザ・ライスなどの現代の政治家の発言が盛り込まれている。
中には「ラプター1機1億3500万ドル」や、「敵に向かって撃ちましょう。アメリカ製ロケットランチャー説明書より」などのユーモアも含まれている。
問題点　
サーバーにいるプレイヤーが少ないとき、マッチング時に適切なプレイヤー数の割り当てが行われにくい。また、頻繁にマッチングを繰り返すと、特に360版でマッチング開始直後にフリーズが顕著に発生する。この問題はWorld at War以降はほとんど改善されたが、ブラックオプス3以降では媒体が第八世代のコンソールのみになったため、マッチングプレイヤーのリージョン制限が厳しくなった。

## 反応

### 表彰

#### 2007年
- Game Critics Awards
  - 受賞：「Best Action Game」[31]
- Spike Video Game Awards
  - 受賞：「Best Shooter」、「Best Military Game」[32]
  - ノミネート：「Best Graphics」、「Best Multiplayer」[32]

#### 2008年
- Interactive Achievement Awards
  - 受賞：「Overall Game of the Year」（大賞）、「Outstanding Achievement in Online Gameplay」、「Action Game of the Year」、「Console Game of the Year」[33]
  - ノミネート：「Outstanding Achievement in Animation」、「Outstanding Achievement in Art Direction」、「Outstanding Achievement in Visual Engineering」、「Outstanding Achievement in Sound Design」、「Outstanding Achievement in Game Design」、「Computer Game of the Year」[34]
- ゲーム・デベロッパーズ・チョイス・アワード
  - ノミネート：「Game of the Year」（大賞）、「Audio」、「Game Design」、「Technology」[35]
- 日本ゲーム大賞
  - 受賞：「特別賞」[36]
- ゴールデンジョイスティックアワード
  - 受賞：「Virgin Media's Ultimate Game of the Year」（大賞）、「Nuts All Nighter Award (ie best multiplayer)」、「PC Game of the Year」、「Online Game of the Year」[37]
  - Runners-Up：「PlayStation Game of the Year」、「Xbox Game of the Year」[37]

#### 2009年
- 英国アカデミー賞ゲーム部門
  - 受賞：「Gameplay」、「Story and Character」、「GAME Award of 2008」[38]
  - ノミネート：「Best Game」（大賞）、「Artistic Achievement」、「Use of Audio」、「Multiplayer」[39]

各ゲームサイトのゲーム・オブ・ザ・イヤーで賞を獲得した。
- IGN.com 「IGN Best of 2007」 Xbox 360部門
- GameSpot 「Best Games of 2007 Game of the Year」 ノミネート
- GameSpy 「Game of the Year 2007」 1位受賞
- 1UP.COM 「2007 1UP Award Nominnes」 ノミネート

## 関連作品

### コール オブ デューティ4 モダン・ウォーフェア（ニンテンドーDS）
『コール オブ デューティ4 モダン・ウォーフェア』（英: Call of Duty 4: Modern Warfare）は、ニンテンドーDS専用で発売されたファースト・パーソンシューティングゲームである。オリジナル版の『CoD4 MW』と同名だが、タッチスクリーンを用いて操作し、オリジナル版を別の側面から描いたストーリーとなる。

字幕とメニューが翻訳され、ゲーム中の音声も日本語に吹き替えられた日本語版として2008年3月13日にアクティビジョンから発売された。

#### 登場人物（DS版）
パーカー（Parker）
プレイヤーキャラクター。アメリカ海兵隊所属。階級は伍長。中東の基地に配属されていたが、アル=アサドの軍の攻撃を受ける。
なお、続編の『モビライズド』（日本未発売）でもプレイヤーキャラクターとして登場する。
ブラボー9（Bravo 9）
もう一人のプレイヤーキャラクター。SAS所属。階級は軍曹。「スノーマン」というコードネームも持つ。核兵器の機密情報を追うためロシアへと向かう。

#### シングルプレイ　ステージ（DS版）
- First to Fight（最初の戦い）
- Exodus（出国）
- Intervention（介在）
- On Approach（接近中）
- Hard Impact（ハードインパクト）
- The Russian（ロシア人）
- Spectre（幽霊）
- Bunker Buste（バンカーバスター）
- AMF
- House Cleaning（ハウスクリーニング）
- Missile Away（ミサイル発射）
- Dead In Ten（死亡10秒前）

### コール オブ デューティ モダン・ウォーフェア リマスタード
オリジナル版の『CoD4 MW』を新世代の技術でリマスターした『コール オブ デューティ モダン・ウォーフェア リマスタード』（英: Call of Duty: Modern Warfare Remastered, 略称：CoD:MWR）が、2016年11月発売『コール オブ デューティ インフィニット・ウォーフェア』の特別エディションに収録され、2017年7月27日に単体販売された。対応機種はMicrosoft Windows、PlayStation 4、Xbox One。